# Higher Ground
Higher Ground – piosenka R&B napisana przez Steviego Wondera. Po raz pierwszy się ukazała w 1973 roku, w albumie Innervisions. Słowa piosenki zakładają, że religia i reinkarnacja mogą stanąć do walki z ciemnymi stronami natury człowieka. Piosenka uzyskała 261 numer liście 500 utworów wszech czasów magazynu Rolling Stone

## CoverRed Hot Chili Peppers
Piosenka została również umieszczona przez zespół Red Hot Chili Peppers w 1989 roku w albumie Mother’s Milk. Cover został puszczony w filmach: Mighty Morphin Power Rangers: The Movie (1995), Center Stage (2000), Walking Tall (2004) oraz w The Longest Yard (2005). Pojawił się również w grze Guitar Hero oraz w grze Rocksmith. Ponadto piosenkę nagrał Marcus Miller.